# Kaito Seriu
Kaito Seriu (japanisch 芹生 海翔 Seriu Kaito; * 22. Februar 2006 in der Präfektur Hyōgo) ist ein japanischer Fußballspieler.

## Karriere
Kaito Seriu erlernte das Fußballspielen in der Jugendmannschaft des Islole Ono FC sowie in der Schulmannschaft der Kagoshima Josei High School. Seinen ersten Vertrag unterschrieb er am 1. Februar 2024 beim Fujieda MYFC. Der Verein aus Fujieda spielt in der zweiten Liga, der J2 League. Sein Zweitligadebüt gab Seriu am 7. April 2024 (9. Spieltag) im Heimspiel gegen Vegalta Sendai. Bei dem 1:1-Unentschieden wurde er in der 89. Minute für Kazuyoshi Shimabuku eingewechselt.